# Steinhof
Steinhof is een voormalige gemeente en plaats in het Zwitserse kanton Solothurn en maakt deel uit van het district Wasseramt.
Steinhof telt 151 inwoners. Zij fusioneerde op 1 januari 2012 met de gemeente Aeschi.
Steinhof is een exclave van het kanton Solothurn. Het wordt geheel omsloten door grondgebied van het kanton Bern.